# 古典吉他
古典吉他又名西班牙吉他、西班牙古典吉他。古典吉他也是尼龍絃吉他之一，亦屬於彈撥樂器。古典吉他此名稱並不表示其仅限於演奏古典音樂，不同的音樂風格，例如古典音樂、爵士音樂等皆可以以古典結他演奏。

## 歷史
古典結他約有四個世紀的演變歷史，演變自多種外型。現在流行的多是現代古典結他，但仍有不少製琴家製作以往形狀的結他。古典結他外形受一些早期樂器如文藝復興結他，比維拉琴（Vihuela又譯維希納琴或維拉烏埃琴）及巴洛克結他的影響。

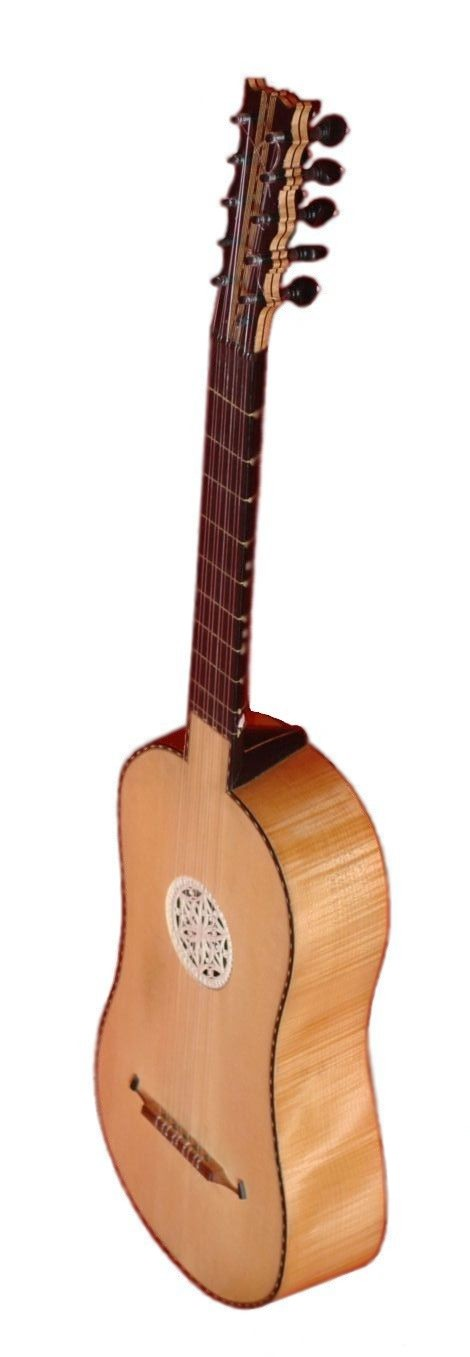
巴洛克結他

在結他歷史譜圖可看到不同時期，外型，結構及弦線配置（雙線或單線，不同調音及不同弦線數目）的結他。因著不少偉大的演奏家，編曲家及作曲家的付出和努力，古典結他得以延續其普及性。當中包括卡斯帕爾·桑斯 （1640-1710），費爾南多·索爾 （1778-1839），莫羅·朱利亞尼 （1781-1829），弗朗西斯科·塔雷加 （1852-1909），阿古斯汀·巴利奧斯·曼哥雷 （1888-1944），安德烈斯·塞戈維亞 （1893-1987），阿利里歐· 狄亞玆 （1923），拉哥亞與普蕾絲提結他二重奏，朱利安布林姆 （1933）及 約翰·威廉斯 （1941）等。

## 結構
区别于其他形式的用琴，古典吉他使用原木制作，并且第一至三弦使用尼龙弦而非民谣結他或电結他的钢丝弦，第四至六弦則有金屬物捲繞。各弦之间的距离比其他結他稍宽，指板宽度也略宽，以方便手指进行更复杂演奏运动。

## 演奏
六弦吉他從粗到細的定音依次是E、A、D、G、B、E。第六弦至第三弦之間及第二至第一弦各弦音程皆為完全四度，第三弦至第二弦則為大三度。每根弦能奏出的音域在兩個八度以下，但亦有吉他在第十九品加上額外的品，令音域略略超過兩個八度。
吉他因其弦位置及調音的特性，在把位和空弦運用合理的情況下，能同時彈奏出三個至五個不同音色的同音。
除了彈撥外，琴邊及琴面亦可作敲擊。

### 持琴姿势
下面內容適合左手按弦者。

古典吉他一般用坐式持琴法。为使演奏者保持最舒适的姿势，椅子的高度一般为45-46公分，(左脚向前略微伸出，放在高度约為18-20公分的搁脚凳上，左右两腿稍微分开，右腿稍往回收，吉他的凹陷处横放在左大腿部。琴要靠近身前，表面板只要稍微向上倾斜即可。上身略向前倾，左肩稍向左边倾斜。原则上，吉他頭部的高度，應在演奏着肩膀与脖颈之间。
如须以站立姿势演奏，则用一根长短合适的背带来稳定乐器。

### 手指
在古典結他演奏中，右手的拇指，食指，中指，無名指及尾指分別被稱為p，i，m，a及ch。而左手食指，中指，無名指及尾指分別被稱為1，2，3及4。

### 左手和左臂
左手用以持琴、按弦，手型应以按弦方便省力為原则。按弦的各指要尽量和琴衍平行，手掌要彎成弧状，按弦时要用左手指尖，以垂直的姿势按在指板上。按弦的位置应紧靠琴衍上方。（也就是横格旁）。

### 右手和右臂
右臂肘部应靠在吉他下腹部最凸出处。右手的拨弦一般在音孔以下1/3处，这时的音色软硬适中，最为好听，也可以在其他位置拨弦以求得不同的音色。
另外，右手还有两种弹拨方法，分别是钩指弹法（Free-stroke/Tirando）、靠弦奏法（Rest-stroke/Apoyando）。

## 演奏流派
在吉他的演奏法上，历史曾同时存在着不同的演奏流派，分为指头派和指甲派。歷史上曾有指頭派（代表人物為索爾，不留指甲，以指尖的肉來撥弦）和指甲派（代表人物為阿瓜多，純粹用指甲來撥弦）。兩種撥弦方式各有優缺點。經過幾代演奏傢的研究，目前認為以塞戈維亞為代表的現代派的撥弦方式最為科學。這種方法是先用指甲和指尖同時觸弦，再用指甲撥弦。這種方法兼有指頭派與指甲派的優點，而且音色的變化豐富。

## 結他艺术網站
- http:/fatpink.tw fatpink 結他教學網
- http://www.delcamp.net/zh/index.html （页面存档备份，存于） 古典結他乐谱
- http://www.peterfang.com （页面存档备份，存于） 結他岛古典結他网站
- http://smontow.blogspot.com/ （页面存档备份，存于） 吉他詩人－施夢濤老師 古典吉他教學
- http://www.facebook.com/HKGuitarSalon （页面存档备份，存于） 香港結他沙龍
- https://www.facebook.com/hkge1987 （页面存档备份，存于） 香港結他合奏團（The Hong Kong Guitar Ensemble）
- http://www.hkge1987.org/ （页面存档备份，存于） 香港結他合奏團（The Hong Kong Guitar Ensemble）

## 吉他艺术家
- 费尔南多·索尔（Fernando Sor，1778－1839）西班牙吉他作曲家、演奏家。
- 弗朗西斯科·塔雷加（Francisco Tárrega，1852－1909）西班牙吉他作曲家、演奏家。
- 安德烈斯·塞戈維亞（Andres Segovia，1893－1987）西班牙吉他演奏家。
- 朱利安·布里姆（Julian Bream，1933－2020）英國吉他演奏家。
- 約翰·克理斯多夫·威廉斯（John Christopher Williams，1941－）澳洲吉他演奏家。
- 大卫·拉塞尔（David Russell，1953－）苏格兰吉他演奏家。
- 約翰·H·克拉克（John H Clark，19??－）摩登拉丁/西班牙吉他作曲家、演奏家。

## 古典結他藝術團體
- http://www.hkge1987.org/ （页面存档备份，存于） 香港結他合奏團（1987年成立）
- https://www.facebook.com/hkge1987 （页面存档备份，存于） 香港青年結他合奏團（1996年成立）
- http://www.facebook.com/Guitatarians （页面存档备份，存于） 結他他樂團（香港）（2013年成立）
- http://www.vihuelaguitar.org.hk/ （页面存档备份，存于） 維希納結他樂團
- https://www.facebook.com/hppguitar （页面存档备份，存于） 黃潘培古典吉他合奏團